# Patrick Phiri
Patrick Phiri (Luanshya, 3 maggio 1956) è un ex calciatore e allenatore di calcio zambiano, di ruolo attaccante.

## Carriera

### Calciatore
Ha giocato tutta la carriera nel campionato zambiano.

### Allenatore
In seguito al ritiro dal calcio giocato, avvenuto nel 1986, comincia ad allenare proprio i Red Arrows, club nel quale aveva concluso la carriera. Negli anni seguenti gira diversi paesi e ricopre il ruolo di CT della Nazionale zambiana, partecipando alla Coppa d'Africa del 2008.

## Palmarès

### Allenatore

#### Competizioni nazionali
- Campionato zambiano: 2

Nkana: 1999, 2001
- Campionato tanzaniano: 2

Simba: 2004-2005, 2007-2008
- Orange Kabelano Charity Cup: 1

Mochudi Centre Chiefs: 1997